# Anita Waage
Anita Waage (* 31. Juli 1971) ist eine ehemalige norwegische Fußballspielerin.

## Karriere

### Vereine
Waage spielte im Seniorinnenbereich zunächst von 1995 bis 1998 für den Trondheims-Ørn SK in der Eliteserien, der höchsten Spielklasse im norwegischen Frauenfußball. Mit der Mannschaft gewann sie dreimal in Folge die Meisterschaft und auch dreimal in Folge den nationalen Vereinspokal (3:0 und 6:1 vs. Klepp IL, 4:0 vs. Kolbotn IL).
In den Spielzeiten 1999 bis 2001 war sie Spielerin des Ligakonkurrenten Kolbotn IL. Ihre Spielerkarriere ließ sie bei Skeid Oslo in den Spielzeiten 2002 und 2003 in der 1. Divisjon, der zweithöchsten Spielklasse ausklingen.

### Nationalmannschaft
Waage debütierte als Nationalspielerin in der U20-Nationalmannschaft, die am 28. September 1994 in Karlstad das in Freundschaft ausgetragene Länderspiel gegen die U20-Nationalmannschaft Schwedens mit 0:1 verlor.
Im Jahr 1995 bestritt sie alle sieben Länderspiele für die A-Nationalmannschaft. Sie gab ihr Debüt am 10. Februar in Kristiansand beim 6:2-Sieg im Freundschaftsspiel gegen die Nationalmannschaft Dänemarks. Sie nahm mit ihrer Mannschaft an der Europameisterschaft 1995 teil und kam in der Finalrunde in den seinerzeit in Hin- und Rückspiel ausgetragenen 2. Halbfinalen gegen die Nationalmannschaft Schwedens zum Einsatz. Das Finale wurde aufgrund des Rückspielergebnisses von 1:4 im Hinblick auf das Hinspielergebnis von 4:3 – sie erzielte mit dem Treffer zum Endstand in der 89. Minute ihr erstes Länderspieltor – verpasst.
Ihre letzten vier Länderspiele bestritt sie im Turnier um den Algarve-Cup 1995, in dem sie alle drei Spiele der Gruppe A sowie das anschließende Spiel um Platz 3 bestritt. Dieses wurde gegen die US-amerikanische Nationalmannschaft erst im Elfmeterschießen mit 4:2 gewonnen, nachdem die Verlängerung mit 3:3 keinen Sieger hervorgebracht hatte. Danach gehörte sie noch dem Kader für die Weltmeisterschaft 1995 an, wurde jedoch in allen sechs Turnierspielen, die ihre Mannschaft bis zum 2:0-Finalsieg über die Nationalmannschaft Deutschlands bestritt, nicht eingesetzt.

## Erfolge
Nationalmannschaft
- Weltmeister 1995 (ohne Turniereinsatz)
- Dritter Algarve-Cup 1995

Trondheims-Ørn SK
- Norwegischer Meister 1995, 1996, 1997
- Norwegischer Pokalsieger 1996, 1997, 1998